# カドゥケウスシリーズ

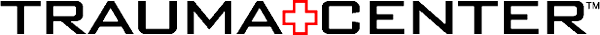
海外版「Trauma Center」のロゴ

カドゥケウスシリーズ（英題：Trauma Center）は、架空の病院を舞台に、プレイヤーが外科医となって架空の病状から患者を救うSF外科手術アクションゲームのシリーズである。アトラスが開発、発売し、現在セガが所有している。

## 概要
プレイヤーは手術器具、縫合などを用いて病気や怪我を治療していく。操作はニンテンドーDSのタッチスクリーン、Wiiのモーションセンサー、ポインティング機能を前提に設計されており、それらの機種に限って発売されている。

## 設定
物語の始まりとなる舞台は首都圏近辺のT県千羽市。第1作の主人公である月森孝介は北崎病院に務める新人外科医として、先輩医師と看護師の指導を受けながら医療技術を磨き、人々を助ける多忙な毎日を送っていた。
ある日、月森は先輩看護師の後任として就いた利根川アンジュと共に交通事故の急患対応に当たっていた中、時の流れを遅くしながらの手術を可能にする「超執刀」の能力が発現。さらに偶発的に奇病「ギルス（GUILT）」の患者の手術に当たり、これを成功させたことから、WHO直属の医療機関「カドゥケウス」の日本支部にスカウト。以降、ギルス患者の治療とギルスを世界各地に蔓延させ、医療テロを目論む秘密結社「デルフォイ」との戦いに巻き込まれていく。
2006年にWiiで発売された『カドゥケウスZ 2つの超執刀』では、もうひとりの主人公としてアメリカ人女性のミラ・キミシマが登場し、本編の裏においてデルフォイ内部で起きていた新たなストーリーを描いている。
第2作『カドゥケウス ニューブラッド』は第1作から10年後の2028年が舞台。北アメリカアラスカ内陸の街「フェアバンクス」の「モンゴメリ記念病院」に勤務するマーカス・ヴォーン、ヴァレリー・ブレイロック2人の外科医がギルスに匹敵、もしくはそれを上回るとされる奇病「スティグマ」との戦いを繰り広げていくストーリーを描いている。
第3作『救急救命 カドゥケウス2』は第1作から3年後の2021年が舞台で、月森とアンジュのコンビが復活。対応ハードも第1作直接の続編であることからニンテンドーDSとなっている。ストーリーはギルス感染歴のある患者が苦しめられている「ギルス後遺症」と、復活した秘密結社「デルフォイ」と何者かによって作り出された新型ギルス「ネオン・ギルス」の脅威に2人が立ち向かっていくというもの。
第4作『HOSPITAL. 6人の医師』は『カドゥケウスZ 2つの超執刀』から2年後、2020年辺りの設定となっている。舞台となるのはメリーランド州カンバーランドの救急病院「リザルガム・ファーストケア」で、6人の異なる医師たちを主人公にしたストーリーを描いている。6人のひとりとして『カドゥケウスZ 二つの超執刀』で初登場したミラ・キミシマが登場。
これまでのシリーズで主人公を務めた月森も限定的ながら登場する。前半は6人それぞれを主人公にした独立したストーリーで、後半は「ロザリア」と呼ばれる謎の感染症が引き起こすパンデミックに6人が異なる立場から立ち向かっていくストーリーとなっている。それまでのシリーズに登場したギルスの手術はアクション性の高いものになっていたが、本作はアドベンチャーゲームとしての設計も前提としていることから、その辺りが抑えられている。

## ゲーム一覧
| 2005 | 超執刀 カドゥケウス         |
| 2006 | カドゥケウスZ 2つの超執刀   |
| 2007 | カドゥケウス ニューブラッド |
| 2008 | 救急救命 カドゥケウス2      |
| 2009 |                             |
| 2010 | HOSPITAL. 6人の医師         |

### 超執刀 カドゥケウス
日本では6月30日、北米では10月4日にニンテンドーDS用タイトルとして発売。
月森孝介、利根川アンジュの2人がギルスに立ち向かうストーリーを描いている。
2007年4月26日には廉価版の『アトラス ベストコレクション』が発売され、ごく一部の手術に北米版をベースにした難易度調整が行われている。

#### カドゥケウスZ 2つの超執刀
『超執刀 カドゥケウス』のリメイク。北米で2006年11月19日、日本で12月2日、北欧で2007年8月10日に発売された。
ニンテンドーDSからWiiへとプラットフォームを変更したのに伴い、操作がWiiリモコンとヌンチャクを基本としたものに変更されている。カウンターショックを始めとする新たな手術器具も一部追加されているほか、難易度選択が可能になった。また、新キャラクターのミラ・キミシマを主人公とした裏ストーリーも追加。さらに終盤の6章はニンテンドーDS版エンディングの後日談となっている。
キャラクターデザインも改められ、『ペルソナ2』でサブキャラクターデザインを担当した土居政之氏が担当している。

### カドゥケウス ニューブラッド
『カドゥケウスZ 2つの超執刀』の流れを汲む直接の続編で、北米は2007年11月20日、日本は2008年1月17日にWiiで発売された。舞台は前作の日本から北アメリカアラスカへと移り、マーカス・ヴォーンとヴァレリー・ブレイロックの2人を主人公とするストーリーを描いている。新要素として協力型マルチプレイ、ニンテンドーWi-Fiコネクション対応のスコアアタックが追加。
また、ストーリー中には脇役として月森孝介、利根川アンジュの2人も登場する。また、本作からイベントデモがフルボイスになった。

### 救急救命 カドゥケウス2
ニンテンドーDSの初代『超執刀カドゥケウス』直接の続編。北米は2008年7月1日、日本は2008年8月7日に発売。開発はこれまでのアトラスから代わって、株式会社ヴァンガードが担当している。月森孝介と利根川アンジュのコンビが再登板し、ギルス後遺症とネオン・ギルスにまつわる新たなストーリーが展開。ゲームシステムとグラフィックもWii版をベースとし、難易度選択やリトライ機能などが継承されている。『カドゥケウス ニューブラッド』と違ってフルボイスではないが、患部の措置の際に助手のアンジュがどの手術器具で対処するかを掛け声で教えてくれるようになっている。

### HOSPITAL. 6人の医師
『カドゥケウス』の名は関していないが、その流れを汲む新作として発売された。公式ジャンルは医療ドラマ。北米で2010年5月10日、日本で2010年6月17日にWii向けに発売された。6人の医師、それぞれに設けられたストーリーを負いながら外科手術、救急救命、整形外科、内視鏡といったアクションパートを攻略していくというもの。残る2つとなる診断、検視はコマンド選択型のアドベンチャーゲームとなっていて、アクション要素はない。また、検視の主人公は『カドゥケウスZ 2つの超執刀』のミラ・キミシマが務めるほか、彼女のストーリーにおいて『カドゥケウス』シリーズ主人公の月森も登場する。
2015年8月19日には、Wii UのWiiディスクソフトダウンロード版が配信された。（2023年3月28日をもって配信終了）